# شهرستان غبیش
شهرستان غبیش یک منطقهٔ مسکونی در سودان است که در کردفان شمالی واقع شده‌است.